# Dacia Sandero III
Pour l’article homonyme, voir Dacia Sandero.
La Dacia Sandero est une voiture citadine polyvalente produite par le constructeur automobile roumain Dacia, filiale du constructeur français Renault. Elle est la troisième génération de Sandero et la première à ne pas être également commercialisée sous le nom de Renault Sandero. Commercialisée à partir de janvier 2021, elle est fondée sur la plateforme technique de la Renault Clio V, légèrement simplifiée. C'est la version 5 portes de la Logan.

## Présentation

### Phase 1
La troisième génération de Sandero devait être présentée en octobre 2020 au Mondial de l'automobile de Paris 2020 mais celui-ci a été annulé en raison de l'expansion de la pandémie de Covid-19. Le 3 septembre 2020, le constructeur publie un teaser sur la nouvelle Sandero, annonçant la présentation prochaine du modèle, où l'on découvre la silhouette de celle-ci. Le 7 septembre 2020, Dacia dévoile les premières images officielles de la Sandero et de sa version Stepway accompagnées de la Dacia Logan de troisième génération. Cette dernière n'est toutefois pas vendue dans certains pays tels que la France.
Dacia présente officiellement la Sandero III le 29 septembre 2020.
Avec cette 3e génération, Dacia parle désormais « d’automobile essentielle » pour sortir de l'image low cost (à bas coût) et appuyer la montée en gamme de ses modèles.
La version standard est produite au Maroc (où elle est d'ailleurs nommée Sandero Streetway), dans les usines Renault de Tanger et  de Casablanca,. Les versions Stepway sont produites à l'usine Dacia de Pitești ainsi que sur les sites marocains sus-cités.
Le design extérieur de cette troisième génération de Sandero est attribuable à Erde Tungaa et l'intérieur à Maxime Pinol,.

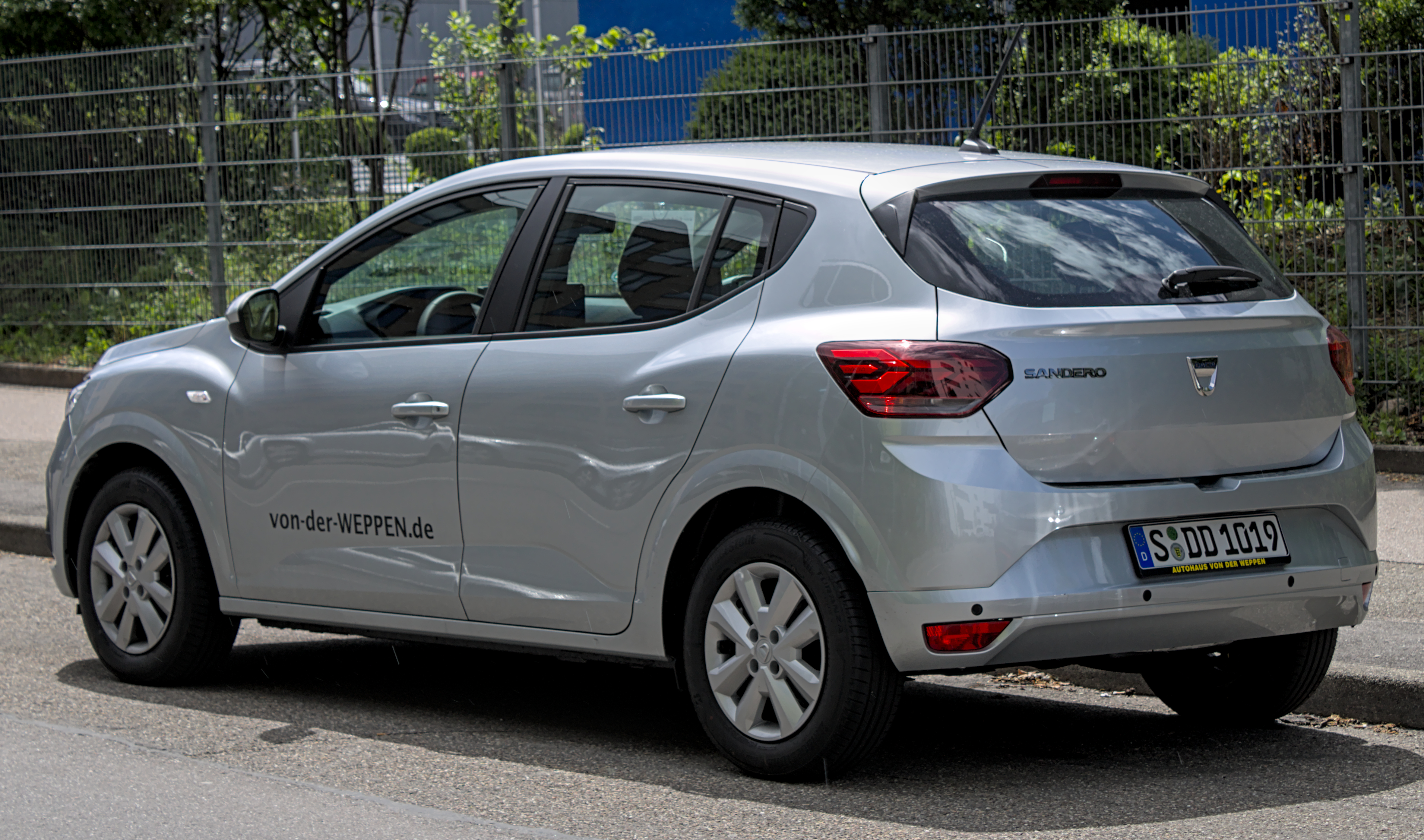
Dacia Sandero III (vue arrière).
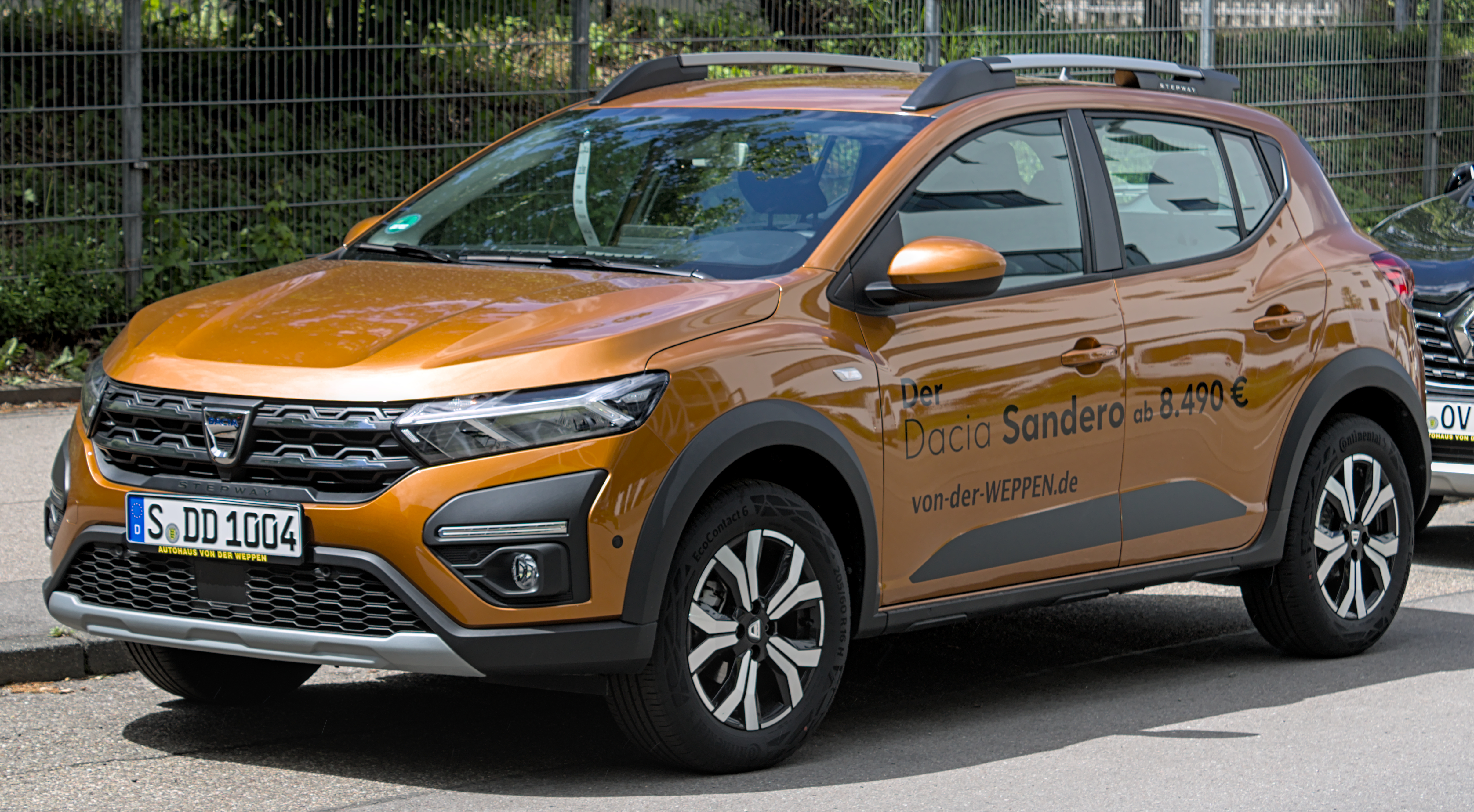
Dacia Sandero III Stepway.
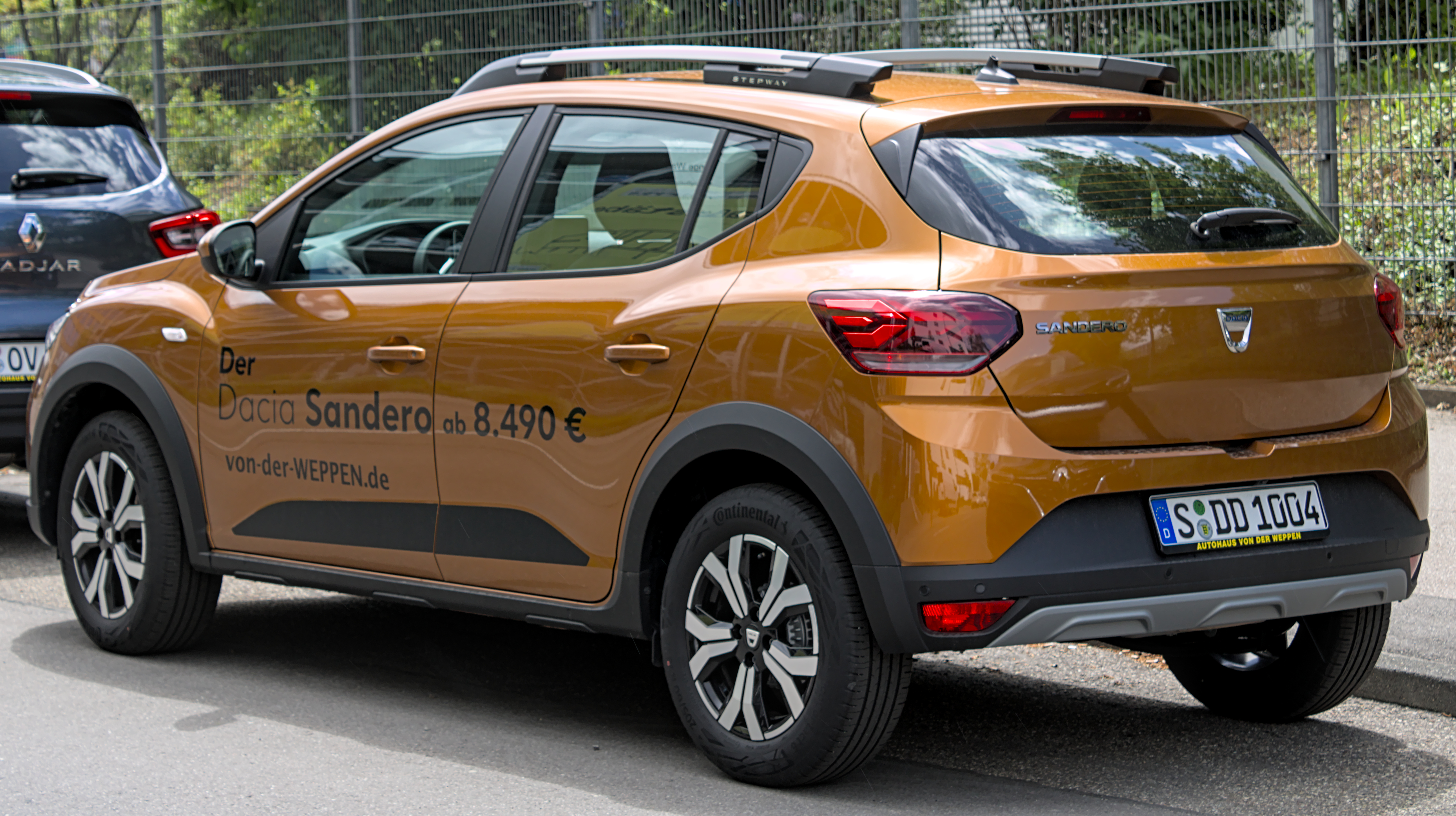
Dacia Sandero III Stepway (vue arrière).

### Phase 2
En juin 2022, la Sandero reçoit, comme l'ensemble de la gamme Dacia, un léger restylage faisant apparaître le nouveau logo de la marque. En outre la calandre est complètement nouvelle, le volant légèrement modifié et tous les monogrammes sont remplacés. Les niveaux de gammes sont revues et une nouvelle teinte « Lichen Kaki » fait son apparition pour chaque modèle.
Une nouvelle motorisation essence est proposée pour la Dacia Sandero Stepway en version 1.0 TCe 110 ch à injection directe en boîte manuelle 6 rapports avec 200 Nm de couple. Une nouvelle option fait son apparition sur cette nouvelle phase, le toit ouvrant. Les véhicules seront bridés électroniquement à 180 km/h en vitesse maximale.

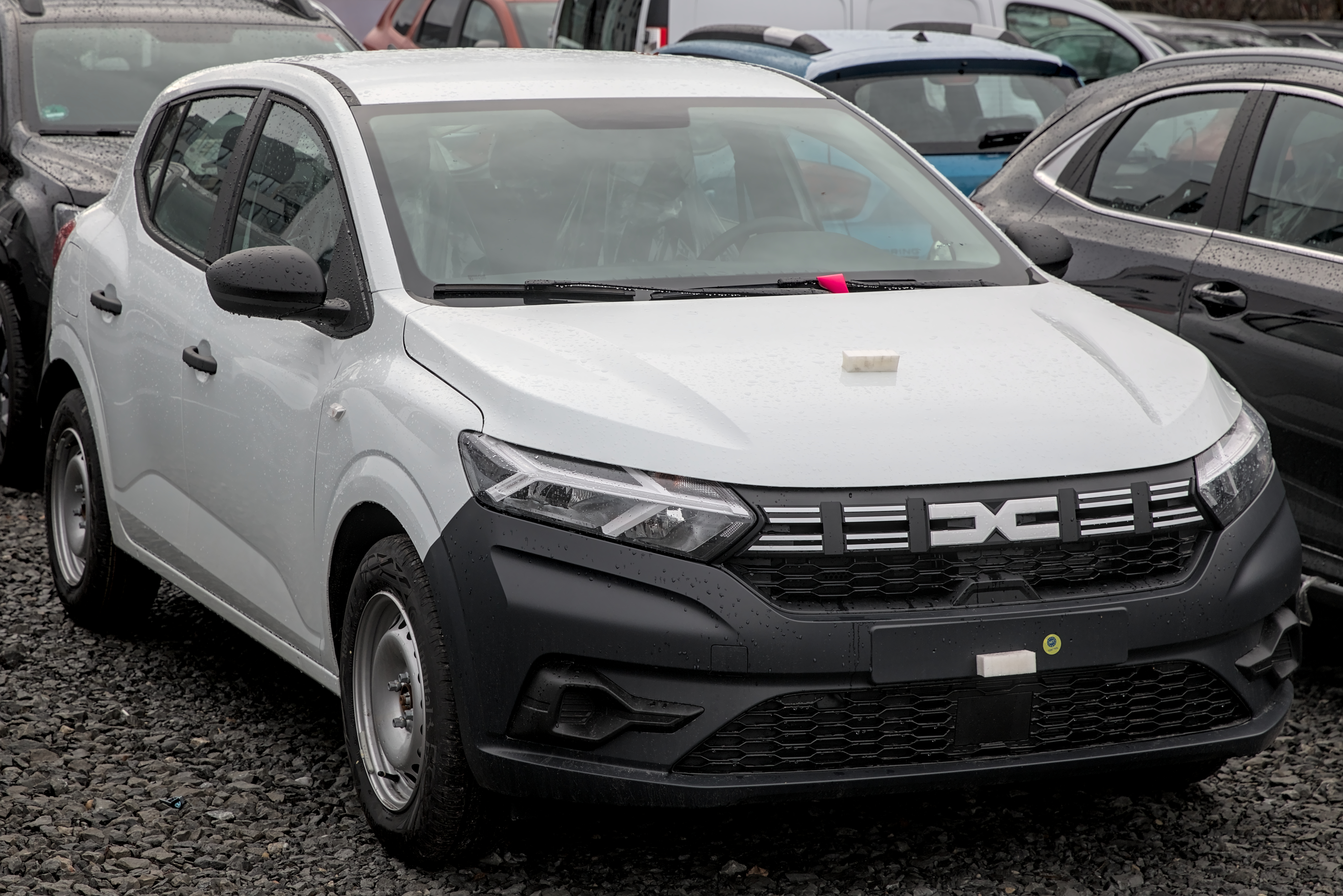
Sandero - Phase 2.
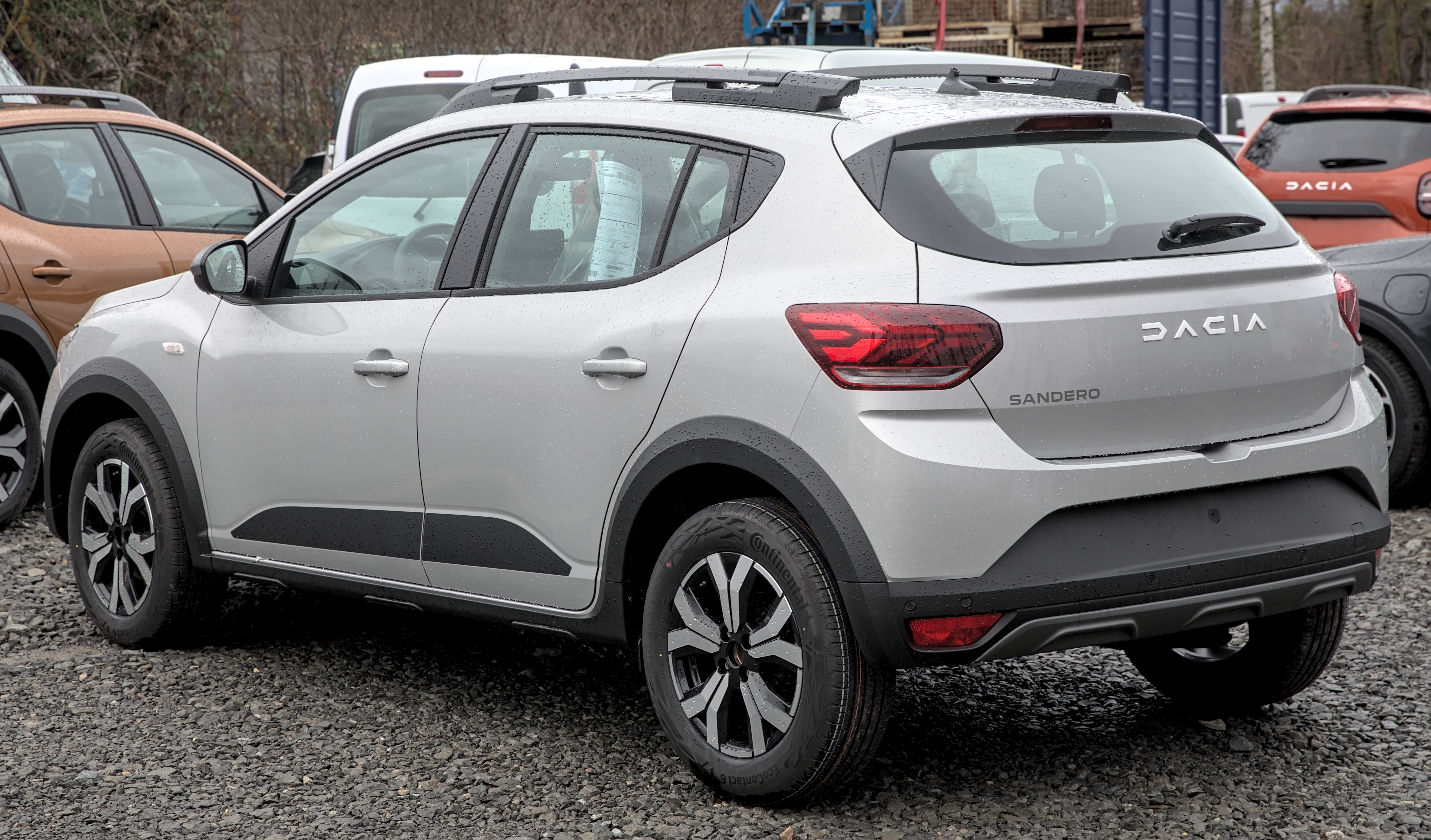
Sandero Stepway - Phase 2.

En 2024, pour satisfaire à la réglementation européenne GSR2 à partir du 7 juillet 2024, Dacia équipe le Sandero et le Sandero Stepway de systèmes comme l’enregistreur de données, l’assistant au maintien dans la voie, les radars de recul, le dispositif de freinage d’urgence, la reconnaissance des panneaux et le dispositif de surveillance de l’attention du conducteur.
Dacia en profite pour passer aux prises USB-C à l’avant et à l’arrière sur toute la gamme.
À partir de 2024, le Sandero a accès à deux nouvelles couleurs en option : le gris Schiste et le vert Cèdre. Quant au Sandero Stepway, il a droit à une nouvelle teinte exclusive : le beige Safari.

## Caractéristiques techniques
La Sandero III (code interne BJI) repose sur la plate-forme CMF/B du Groupe Renault, servant notamment à sa cousine Renault Clio de cinquième génération, dans sa version « Access Spec » destinée aux modèles à bas coûts.
La version Stepway de la Sandero adopte un capot spécifique à double bossage en plus des accessoires du style baroudeur qui la différencient habituellement de la version standard. L'objectif de la marque est d'émanciper la Sandero Stepway en intensifiant la différenciation des deux versions du modèle.

### Motorisations
À son lancement, la Sandero est proposée uniquement en motorisation essence et GPL. Il s'agit d'un 3 cylindres essence disponible en 3 niveaux de puissance : atmosphérique 65 ch, ou turbocompressé 90 et 100 ch, ce dernier étant uniquement disponible en bi-carburation essence et GPL. La version 90 ch peut s'équiper d'une boîte à variation continue CVT. Depuis février 2022, la boîte de vitesses manuelle à 6 rapports n'existe plus que sur les versions Stepway et est remplacée par une boîte à 5 rapports avec les 1.0 TCe 90 et la version GPL.
Au Maroc, la Sandero est proposée en motorisation diesel. Il s'agit  du 1.5 dci (k9k854) qui développe 95 ch (102 pour la Stepway) avec une boite mécanique à 5 rapports.
Lors du lancement de nouvelle gamme Dacia Sandero Stepway en juin 2022 en France, une nouvelle motorisation essence est proposé en version 1.0 TCe 110 ch à injection directe en boîte manuelle 6 rapports avec 200 N m de couple.
| données constructeur                                 | 1.0 Sce                                            | 1.0 TCe                                                         | 1.0 TCe                                            | 1.0 TCe                                | 1.0 TCe GPL                                                     | 1.5 dci             |
| ---------------------------------------------------- | -------------------------------------------------- | --------------------------------------------------------------- | -------------------------------------------------- | -------------------------------------- | --------------------------------------------------------------- | ------------------- |
| Moteur                                               | 3-cylindres essence injection indirecte multipoint | 3-cylindres essence injection indirecte multipoint              | 3-cylindres essence injection indirecte multipoint | 3- cylindres essence injection directe | 3-cylindres essence + GPL                                       | 4-cylindres diesel  |
| Admission                                            | Turbocompressé                                     | Turbocompressé                                                  | Turbocompressé                                     | Turbocompressé                         | Turbocompressé                                                  | Turbocompressé      |
| Cylindrée (cm³)                                      | 999                                                | 999                                                             | 999                                                | 999                                    | 999                                                             | 1461                |
| Puissance maximale ch (kW)                           | 67 (49)                                            | 92 (67)                                                         | 92 (67)                                            | 110 (81)                               | 101 (74)                                                        | 95(70)              |
| au régime de (tr/min)                                | 6 300                                              | 5 000                                                           | 5 000                                              | 5250                                   | 5 000                                                           | 3750                |
| Couple maximal (N m)                                 | 95                                                 | 160 / 142 CVT                                                   | 160 / 142 CVT                                      | 200                                    | 170                                                             | 220                 |
| au régime de (tr/min)                                | 3 600                                              | 1 750                                                           | 1 750                                              | 2900                                   | 2 000                                                           | 1500                |
| Boîte de vitesses                                    | Manuelle 5 rapports (BVM5)                         | Manuelle 5 rapports (BVM5) Stepway : Manuelle 6 rapports (BVM6) | CVT (XTronic)                                      | Stepway : Manuelle 6 rapports          | Manuelle 5 rapports (BVM5) Stepway : Manuelle 6 rapports (BVM6) | Manuelle 5 rapports |
| Transmission                                         | Traction                                           | Traction                                                        | Traction                                           | Traction                               | Traction                                                        |                     |
| Vitesse maximale (en km/h)                           | 158                                                | 175                                                             | 169                                                | 180 bridé électroniquement             | 183                                                             |                     |
| 0-100 km/h (en s)                                    | 16,7                                               | 12,2                                                            | 13.4                                               | 10                                     | 11,6                                                            | 11,7                |
| Consommation (en ℓ/100 km) urbain/extra-urbain/mixte | 5,3                                                | 5,3                                                             | 5.8                                                | 5,5                                    | 7,3                                                             | 4,1                 |
| Émissions de CO2 (en g/km)                           | 121                                                | 119                                                             | 131                                                | 125                                    | 108                                                             | 106                 |
| Capacité du réservoir (en ℓ)                         | 50                                                 | 50                                                              | 50                                                 | 50                                     | 50                                                              | 50                  |
| Masse à vide (kg)                                    | 1 036                                              | 1 072                                                           | 1 099                                              | 1106                                   | 1 130                                                           |                     |
| Norme environnementale                               | Euro 6D                                            | Euro 6D                                                         | Euro 6D                                            | Euro 6D                                | Euro 6D                                                         |                     |

### Sécurité
En 2021, la Dacia Sandero Stepway dans sa configuration standard du marché européen a obtenu 2 étoiles à l' Euro NCAP.

## Finitions

### Sandero
Depuis le début de sa carrière, la Dacia Sandero a proposé trois finitions différentes:
- Access (jusqu'en août 2021)[26]
- Essentiel
- Confort

Dès juin 2022 et l'adoption de la nouvelle identité de marque de Dacia, les finitions deviennent :
- Essential
- Expression
- Extreme
- Journey

### Sandero Stepway
Au lancement du véhicule jusqu'en juin 2022, les finitions sont :
- Essentiel
- Confort

Dès juin 2022 et l'adoption de la nouvelle identité de marque de Dacia, les finitions deviennent :
- Essential
- Expression
- Expression+ (nouveau niveau de finition)
- Extreme

## Production et ventes

### En Europe
Depuis 2021, la Dacia Sandero III est première en termes de volume de vente de voitures neuves en Europe aux clients particuliers.
Ventes de Dacia Sandero III en Europe ,:
- 2021 : 193 486 (Sandero II et Sandero III confondues, les ventes de Sandero II étant résiduelles, puisque le Sandero III a été livré à partir de janvier 2021)
- 2022 : 201 978
- 2023 : 196 741
- 2024 : 224 875

## Récompense
En janvier 2021, la troisième génération de Dacia Sandero reçoit le prix de « Voiture de L’argus 2021 » par le magazine L'Argus.